# محمدرضا امیرحسنخانی
محمدرضا امیرحسنخانی، سیاستمدار، پزشک و اقتصاددان و کار آفرین ایرانی است. وی نماینده مردم شهرهای فردوس، طبس، سرایان و بشرویه در دورهٔ هفتم و دهم مجلس شورای اسلامی ایران و نائب رئیس کمیسیون اصل نود قانون اساسی مجلس شورای اسلامی بوده‌است. همچنین نامبرده رئیس مجمع نمایندگان استان خراسان جنوبی بوده و در گذشته موئسس و رئیس هیئت مدیره بانک ایران زمین، بیمه آرمان و رئیس بیمارستان بنت‌الهدی نیز بوده‌است.

## انتخابات مجلس شورای اسلامی
محمدرضا امیرحسنخانی در انتخابات دوره هفتم مجلس شورای اسلامی از حوزه انتخابیه فردوس، طبس، سرایان و بشرویه داوطلب نمایندگی شد. در این انتخابات، وی با کسب ۳۵٬۷۳۸ رای از مجموع ۸۹٬۰۶۱ رای ماخوذه (معادل۴۰٪ کل آرا) به نمایندگی مردم فردوس و بشرویه و سرایان طبس در مجلس شورای اسلامی انتخاب شد.
وی در انتخابات دوره هشتم مجلس شورای اسلامی نیز نامزد شد، که با کسب تعداد ۲۸٬۷۳۲ رای از مجموع ۸۳٬۶۶۱ رای به عنوان نفر دوم شناخته شد و از راهیابی به مجلس بازماند.
امیرحسنخانی در انتخابات دهمین دوره مجلس شورای اسلامی از مجموع ۱۰۱٬۲۱۴ رأی صحیح مأخوذه، با کسب ۵۱٬۶۱۵ رأی (معادل ۵۱٪ کل آرا) حائز اکثریت آرا گردید و به مجلس راه یافت.